# 세임강

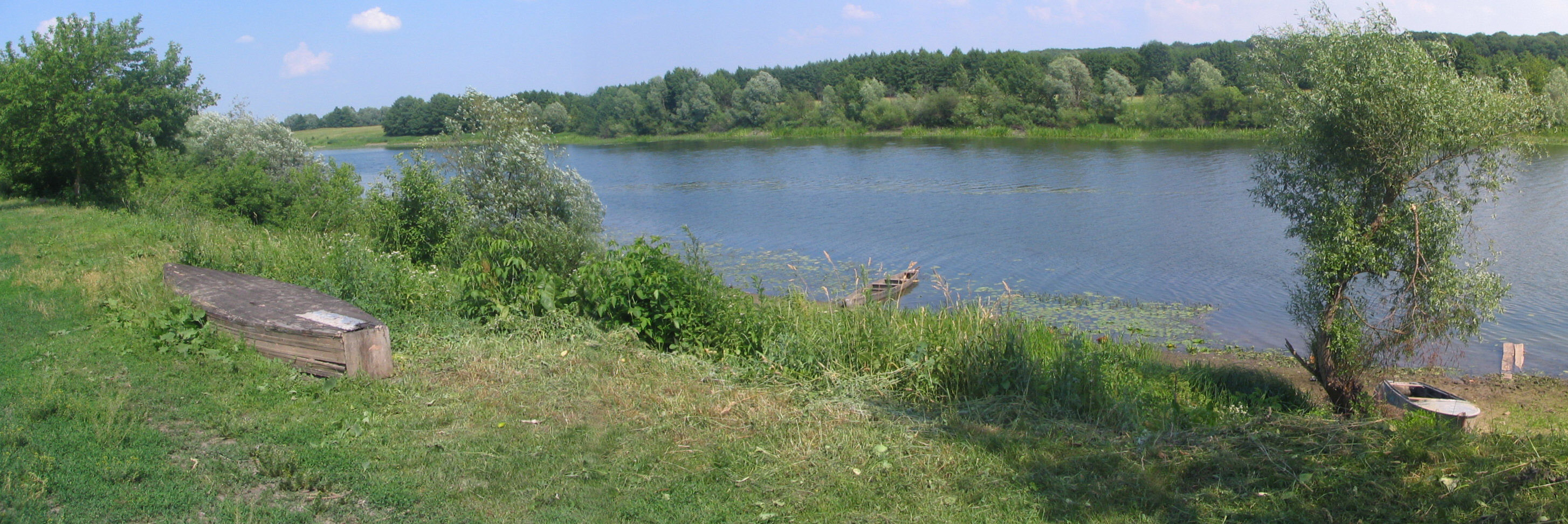

세임강(러시아어: Сейм)는 러시아와 우크라이나를 흐르는 강이다. 벨고로드주에서 발원을 하고 데스나강으로 흘러서 들어간다.
유역 길이는 717 km이고, 쿠르스크, 릴스크, 푸티블이 세임강에 접해 있다.